# 約爾·歐斯汀
約爾·歐斯汀（英語：Joel Osteen，1963年3月5日—）是美國的傳教士、電視佈道家和作家，他在湖木教會擔任主任牧師，湖木教會是美國最大的基督教堂，該教會位於得克薩斯州休斯頓。約爾·歐斯汀講道節目每週超過700萬觀眾觀看，全球超過100個國家會播出約爾歐斯汀的節目。
。他有名的綽號是“微笑的傳道者。”
2004年，他的第一本書“活出美好”，首次出版居於紐約時報暢銷書榜的首位。這本書在紐約時報暢銷200餘個星期。

## 生平
歐斯汀出生於得克薩斯州休斯頓，有五個兄弟姊妹，他的父親約翰·歐斯汀（John Osteen ），是前美南浸信會牧師，後來建立了湖木教會。
他在1987年4月4日娶了同是湖木教會的牧師-維多利亞·伊洛夫（ Victoria Iloff ）為妻，育有一子一女。
歐斯汀大學就讀於奧羅羅伯特大學（Oral Roberts University），主修廣電通訊，但並沒有畢業。之後便回到家鄉成立湖木教會講道節目，協助父親的宣教活動。直到1999年，父親突然心臟病發去世，湖木教會頓失重心，最後沒有佈道經驗的歐斯汀決定親自接手電視節目的宣教。

## 宣教特色
在他接手了湖木教會的最初幾個月，約爾·歐斯汀試圖模仿父親的演講風格，但很快他就發展了他自己的宣教方式。他喜歡在演講前將演講稿背熟，這樣在演講時便可面對群眾而不是演講稿；演講完後他習慣回頭審視節目的錄影，這樣如有不妥之處便可馬上進行修正。
歐斯汀的記憶力驚人、口才辨給，不需讀稿機即可長時間講道，且習慣長時間離開講台、迎向前排聽眾座席，僅有零星次數走回講台看一下提示稿，旋即又走離講台迎向聽眾；
歐斯汀的講道，有以下固定的流程與特色：
1.先說個和信仰有關的詼諧笑話；
2.請會眾起立，高舉聖經宣告；
3.進入講道正文，結合聖經故事與世俗例證，常以第二人稱「你」鼓勵會眾，但不常照本宣科引述聖經章節條目；
4.常在結尾提及(1)其父當年慘澹經營的小故事(2)自己本無能力接棒、唯主成就的心路(3)或父親與早期會眾間的感人故事──常保微笑的歐斯汀經常在此時不禁流淚，博得滿堂的掌聲鼓勵。
歐斯汀比較注重在宣揚上天的良和善，而不是用罪與罰去逼迫人們信教。在他認為聖經的原則很簡單，就是強調愛和正面態度的力量。當人們問他為什麼不多講關於罪、魔鬼和地獄的事情，他在接受CBN新聞採訪時說“我們總是把負面的東西歸咎於魔鬼和邪惡，但有些時候這些負面的東西是源自於我們自己的想法。有些教會一直強調地獄，好像我們未來會去那裏一樣；但對我來說宣傳福音是為了宣揚上天的良和善，上帝是憐憫的，人都會犯錯，上天會協助我們修補錯誤並邁向更好的未來”

## 原文著作
Your Best Life Now: 7 Steps to Living at Your Full Potential ,Joel Osteen, Warner Faith ISBN 978-0-446-53275-4
Become a Better You: 7 Keys to Improving Your Life Every Day ,Joel Osteen, Free Press ISBN 978-0-7432-9688-5
Think Better, Live Better: Victorious Living Starts in Your Mind ,Joel Osteen. Faithwords,ISBN 978-0-8929-6967-8
Blessed in the Darkness: How All Things Are Working for Your Good,Joel Osteen. FaithWords,ISBN 978-1-4555-3432-6
The Power of I Am: Two Words That Will Change Your Life Today,Joel Osteen. FaithWords,ISBN 978-0-89296-996-8
You Can, You Will: 8 Undeniable Qualities of a Winner,Joel Osteen. FaithWords,ISBN 978-1-4555-7571-8

## 中文出版
活出美好 Your Best Life Now （保羅文化 2005) ISBN：9868148901
活出全新的你 Become a Better You （保羅文化 2008）ISBN：9789868323858
成就的時刻 IT'S YOUR TIME （保羅文化 2011) ISBN：9789866202001

## 外部連結
- 官方网站  （英文）

生命的贏家 （页面存档备份，存于）